# Time Travelling Blues
| Recensione | Giudizio |
| ---------- | -------- |
| AllMusic   |          |

Time Travelling Blues è il secondo album della band inglese heavy metal degli Orange Goblin pubblicato nel 1999 dall'etichetta Rise Above Records. Nel 2002 viene ristampato dalla Rise Above come doppio CD insieme al primo album Frequencies from Planet Ten (1997). La ristampa include una cover di Black Shapes of Doom dei Trouble come traccia bonus; questa traccia si trovava originariamente nella compilation dell'album Bastards Will Pay: A Tribute to Trouble e viene inclusa nella tracklist della prima uscita giapponese di Time Travelling Blues.

## Tracklist
1. Blue Snow - 4:22
2. Solarisphere - 6:09
3. Shine - 6:56
4. The Man Who Invented Time - 3:48
5. Diesel - 2:46
6. Snail Hook - 5:48
7. Nuclear Guru - 6:16
8. Lunarville 7, Airlock 3 - 4:31
9. Time Travelling Blues - 6:44
10. Sober Up (Traccia Nascosta)- 6:42
11. Black Shapes of Doom (cover dei Trouble) - 3:42 (traccia bonus).

## Formazione
- Ben Ward - voce
- Pete O'Malley - chitarra solista
- Joe Hoare - chitarra ritmica
- Martyn Millard - basso
- Chris Turner - batteria